# Norihiro Nakamura
Pour les articles homonymes, voir Nakamura.
Norihiro Nakamura (中村紀洋, Nakamura Norihiro), né le 24 juillet 1973 à Osaka, est un joueur de baseball japonais.

## Biographie
En 2004, Norihiro Nakamura remporte avec l'équipe du Japon de baseball la médaille de bronze olympique aux Jeux d'Athènes. 